# Rhabdomastix lipophleps
Rhabdomastix lipophleps är en tvåvingeart som beskrevs av Alexander 1948. Rhabdomastix lipophleps ingår i släktet Rhabdomastix och familjen småharkrankar. Inga underarter finns listade i Catalogue of Life.